# Bourzanga
Bourzanga è un dipartimento del Burkina Faso classificato come comune, situato nella Provincia di Bam, facente parte della Regione del Centro-Nord.
Il dipartimento si compone del capoluogo e di altri 40 villaggi: Abra, Alamanini, Alga, Alga-Fulbé, Bani, Bassé, Bassé-Fulbé, Bolkiba, Bondé, Bonga, Boulounga, Diagadéré, Doundégué, Felenga, Felenga Fulbé, Fétorané, Kiéké, Kièké Fulbé, Kourao, Maléoualé, Mawarida, Nafo, Namassa, Namsiguia, Napalgué, Nioumbila, Ouemtenga, Pissélé, Sam, Sam-Fulbé, Sanaré, Selnoré, Selnoré-Fulbé, Singtenga, Tabaongo, Tébéra, Zana, Zanamogo, Zomkalga e Zon.